# Patrick Dewael
Patrick Yvonne Hugo Dewael (Lier, 13 ottobre 1955) è un politico belga membro dei Liberali e Democratici Fiamminghi Aperti, attuale presidente della Camera dei rappresentanti del Belgio, dopo esserlo già stato due volte dal 2008 al 2010 e nel 2014. È stato anche Ministro dell'interno nei governi Verhofstadt II, III e Leterme I, vice primo ministro nel governo Verhofstadt III e Leterme I e ministro presidente delle Fiandre dal 1999 al 2003.

## Biografia

### Formazione
Dewael seguì l'istruzione secondaria al Royal Atheneum di Tongeren. Ha poi ottenuto una laurea in giurisprudenza (1977) e una laurea come notaio alla Vrije Universiteit Brussel. Tra il 1978 e il 1985, è stato attivo come avvocato.

### Carriera politica
È stato eletto per la prima volta nel Parlamento belga nel 1985. Dal 1985 al 1992 Dewael ha coperta la carica come ministro fiammingo della cultura nei governi guidati da Gaston Geens (II, III e IV) per il PVV. Dopo la sconfitta dei liberali alle elezioni del 1992, Dewael è stato deputato dell'opposizione fino a quando i liberali non hanno ripreso il potere nel 1999.
Fu presidente del governo regionale delle Fiandre dal 1999 al 2003. Dopo le elezioni federali del 2003, si è dimesso come Ministro presidente per servire l'incarico di vice primo ministro e ministro dell'interno nel governo federale belga guidato da Guy Verhofstadt.
Quando la militante curda Fehriye Erdal è stata condannata a 4 anni di carcere per associazione criminale da un tribunale di Bruges il 28 febbraio 2006, si è scoperto che aveva scosso il servizio segreto belga, che era responsabile di seguirla dal 23 febbraio 2006, fuggendo dagli arresti domiciliari (Erdal era in stato di arresto domiciliare dal 2000). A seguito dei sospetti di aiuto da parte delle autorità belghe in questa fuga, sia il ministro della giustizia, Laurette Onkelinx, sia il ministro dell'interno, Patrick Dewael, imbarazzati, hanno avviato un'indagine riguardo a questo incidente.
È stato ulteriormente vice primo ministro e ministro dell'interno nel governo Leterme I, dove ha assunto la carica il 20 marzo 2008. Il 31 dicembre 2008 è diventato presidente della Camera dei rappresentanti. È stato sostituito da ministro dell'interno da Guido De Padt.

## Vita privata
Patrick Dewael vive a Tongeren, città di cui è anche sindaco.
Patrick Dewael era sposato con Marleen Van Doren, con cui ha tre figli. Il 24 agosto 2005 ha pubblicato un comunicato stampa in cui ha annunciato che stava lasciando sua moglie per la giornalista di VRT Greet Op de Beeck.